# Shirley Neil Pettis
Shirley Neil Pettis, nata McCumber (Mountain View, 12 luglio 1924 – Rancho Mirage, 30 dicembre 2016), è stata una politica statunitense, membro della Camera dei Rappresentanti per lo stato della California dal 1975 al 1979.

## Biografia
Nata e cresciuta in California, Shirley McCumber frequentò l'Università della California - Berkeley e in seguito si sposò con il dottor John McNulty, che tuttavia perì nel corso della seconda guerra mondiale. La donna si risposò in seconde nozze con l'industriale Jerry Pettis ed ebbe due figli.
Insieme al marito Jerry, Shirley Pettis gestì le aziende di famiglia: la Audio-Digest Foundation, la Magnetic Tape Duplicators e un ranch nel sud della California. Nel 1967 Jerry Pettis venne eletto deputato alla Camera dei Rappresentanti con il Partito Repubblicano e fu riconfermato dagli elettori per altri tre mandati, fin quando nel 1975 morì improvvisamente in un incidente aereo.
Alla morte dell'uomo, i familiari e gli alleati politici convinsero la vedova a candidarsi per il suo posto al Congresso e Shirley riuscì a vincere le elezioni speciali indette per riassegnare il seggio sconfiggendo altri dodici candidati con oltre il 60% delle preferenze.
Riconfermata per un altro mandato nel 1976, rinunciò a concorrere nuovamente nel 1978 e fu succeduta da Jerry Lewis.
Risposatasi in terze nozze con Ben Roberson, Shirley Pettis morì nel 2016 all'età di novantadue anni.